# Marcel Ruiz
Marcel Alejandro Ruiz Suárez (ur. 26 października 2000 w Méridzie) – meksykański piłkarz występujący na pozycji środkowego lub ofensywnego pomocnika, reprezentant Meksyku, od 2022 roku zawodnik Toluki.